# Gaimersheim
Gaimersheim – gmina targowa w Niemczech, w kraju związkowym Bawaria, w rejencji Górna Bawaria, w regionie Ingolstadt, w powiecie Eichstätt. Leży częściowo na terenie Parku Natury Altmühltal, w Jurze Frankońskiej, około 12 km na południowy wschód od Eichstätt, przy drodze B13 i linii kolejowej Ingolstadt – Würzburg.

## Dzielnice
W skład gminy wchodzą trzy dzielnice: 
- Gaimersheim
- Lippertshofen
- Rackertshofen

## Demografia
| Rok  | Liczba mieszk. |
| ---- | -------------- |
| 1970 | 5 229          |
| 1980 | 7 015          |
| 1987 | 7 758          |
| 1990 | 8 436          |
| 2000 | 10 105         |
| 2006 | 11 000         |

Dane o ludności z 31 grudnia 2008:
| Opis                                | Ogółem | Ogółem | Kobiety | Kobiety | Mężczyźni | Mężczyźni |
| ----------------------------------- | ------ | ------ | ------- | ------- | --------- | --------- |
| Jednostka                           | osób   | %      | osób    | %       | osób      | %         |
| Populacja                           | 11 114 | 100    | 5611    | 50,49   | 5503      | 49,51     |
| Wiek przedprodukcyjny (0–17 lat)    | 2315   | 20,83  | 1132    | 10,19   | 1183      | 10,64     |
| Wiek produkcyjny (18–65 lat)        | 6958   | 62,61  | 3482    | 31,33   | 3476      | 31,28     |
| Wiek poprodukcyjny (powyżej 65 lat) | 1841   | 16,56  | 997     | 8,97    | 844       | 7,59      |

## Polityka
Wójtem gminy jest Andrea Mickel z SPD, poprzednio urząd ten obejmował Anton Knapp, rada gminy składa się z 24 osób.
|      | CSU | SPD | FW | FDP/PFB | Razem |
| 2008 | 11  | 8   | 4  | 1       | 24    |
| 2002 | 14  | 7   | 3  | -       | 24    |

## Oświata
W gminie znajduje się 6 przedszkoli z 450 miejscami, szkoła podstawowa (25 nauczycieli, 524 uczniów) oraz Hauptschule (29 nauczycieli, 407 uczniów)

## Współpraca
Miejscowość partnerska:
- Seifhennersdorf, Saksonia